# Prosopofrontina pulchra
Prosopofrontina pulchra är en tvåvingeart som beskrevs av Townsend 1926. Prosopofrontina pulchra ingår i släktet Prosopofrontina och familjen parasitflugor. Inga underarter finns listade i Catalogue of Life.